# K's Choice
K's Choice é uma banda de rock de Antuérpia, Bélgica, constituída pelos irmãos Sarah Bettens (vocal e guitarra) e Gert Bettens (guitarra, teclado e vocal) e por Eric Grossman (baixo), Jan van Sichem Jr. (guitarra) and Koen Liekens (bateria). Em 2003 os elementos da banda decidem seguir outros rumos. Gert forma a banda Woodface e Sarah segue a carreira a solo, obtendo sucesso razoável. Em 2009, a banda reúne-se, lançando Echo Mountain em 2010.

## Discografia

### Álbuns de estúdio
- The Great Subconscious Club (1993)
- Paradise in Me (1996)
- Cocoon Crash (1998)
- Almost Happy (2000)
- Echo Mountain (2010)
- Little Echoes (2011)

### Compilações
- Extra Cocoon (1998)
- 2000 Seconds Live (1998)
- Live (2001)
- Home (2001)
- Running Backwards (2003)
- 10 (2003)